# Вишкув (Венґровський повіт)
Вишкув (пол. Wyszków) — село в Польщі, у гміні Лів Венґровського повіту Мазовецького воєводства.
Населення — 261 особа (2011).
У 1975-1998 роках село належало до Седлецького воєводства.

## Демографія
Демографічна структура станом на 31 березня 2011 року:
|          | Загалом | Допрацездатний вік | Працездатний вік | Постпрацездатний вік |
| -------- | ------- | ------------------ | ---------------- | -------------------- |
| Чоловіки | 138     | 17                 | 99               | 22                   |
| Жінки    | 123     | 13                 | 63               | 47                   |
| Разом    | 261     | 30                 | 162              | 69                   |